# Armen Sergeevič Grigorjan
Armen Sergeevič Grigorjan (in russo Армен Сергеевич Григорян?; Mosca, 24 novembre 1960) è un cantante russo, leader nonché paroliere della rock band russa Crematorium (Krematorij),.
Nel 1983 ha costituito "Crematorium", che guadagnato una reputazione in tutta l'ex Unione Sovietica e cominciare a svolgere a concerti in tutto il paese. Egli è un autore di testi surrealisti, che spesso trattano di temi della vita e della morte in vari contesti religiosi.